# Serviços Médicos do Bundeswehr

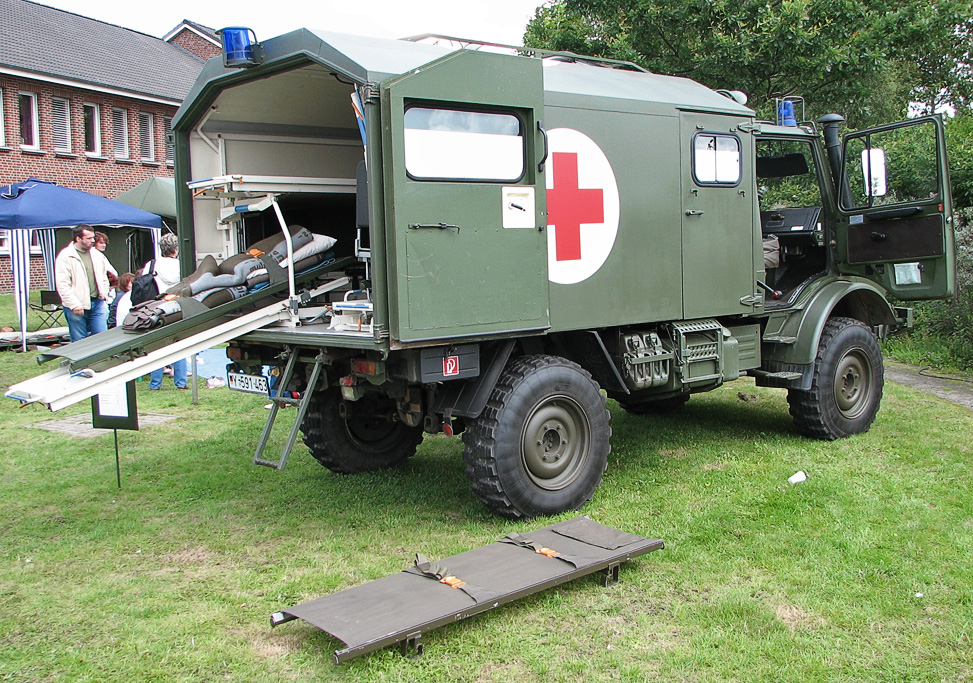
Veículo da Sanitätsdienst

Serviços Médicos do Bundeswehr (em alemão: Zentraler Sanitätsdienst (em suma: Sanitätsdienst) são os serviços médicos prestados para as Forças armadas Alemãs. Os médicos profissionais das forças alemães são parte de um comando conjunto, em vez de serem comissionados ou designados para servir como um membro de qualquer um deles, em contraste com outros sistemas utilizados na maior parte das nações, em que são atribuídos médicos pessoais, para cada outro seviço (Exército, Marinha, Força Aérea, e etc .) Neste ramo existiam em 31 de março de 2022 19.834 militares das quais 8.142 mulheres.